# Liste des présidents du conseil départemental de la Guadeloupe
Cet article présente une liste des présidents du conseil général puis départemental de la Guadeloupe depuis 1913, en indiquant leur parti politique. La Guadeloupe n'ayant pas opté pour le statut de collectivité territoriale unique, elle possède également un conseil régional.

## Conseil général
| Les données manquantes sont à compléter. |      |                        |  |                |                  |
| 1855                                     | 1857 | Jules Billecocq        |  | Bonapartiste   |                  |
| Les données manquantes sont à compléter. |      |                        |  |                |                  |
| 1859                                     | 1868 | Anatole Léger          |  | Bonapartiste   |                  |
| 1868                                     | 1870 | Alfred Eggiman         |  | Bonapartiste   |                  |
| 1871                                     | 1876 | Anatole Léger          |  | Bonapartiste   | Pointe-à-Pitre   |
| 1876                                     | 1880 | Louis Adolphe Rollin   |  | Centre gauche  | Pointe-Noire     |
| 1880                                     | 1885 | Jean-François Guilliod |  | Rép mod        | Pointe-à-Pitre   |
| 1886                                     | 1892 | Louis Adolphe Rollin   |  | Libéral        | Pointe-Noire     |
| 1892                                     | 1895 | Armand Hanne           |  | Radical        | Pointe-à-Pitre   |
| Les données manquantes sont à compléter. |      |                        |  |                |                  |
| 1897                                     | 1898 | Adolphe Cicéron        |  | Radical        | Pointe-à-Pitre   |
| Les données manquantes sont à compléter. |      |                        |  |                |                  |
| 1898                                     | 1900 | Hégésippe Légitimus    |  | SI             | Pointe-à-Pitre   |
| 1900                                     | 1902 | Armand David           |  | Radical        | Pointe-à-Pitre   |
| 1902                                     | 1903 | Louis Sinéus           |  | Radical        | Basse-Terre      |
| 1903                                     | 1904 | Alexandre Beauperthuy  |  | Réactionnaire  | Saint-Martin     |
| 1904                                     | 1905 | Ernest Souques         |  | Réactionnaire  | Saint-François   |
| Les données manquantes sont à compléter. |      |                        |  |                |                  |
| 1906                                     | 1908 | Hégésippe Légitimus    |  | Soc ind        | Pointe-à-Pitre   |
| Les données manquantes sont à compléter. |      |                        |  |                |                  |
| 1909                                     | 1913 | Hégésippe Légitimus    |  | Soc ind        | Lamentin         |
| 1913                                     | 1916 | Achille René-Boisneuf  |  | Rad-soc        | Pointe-à-Pitre   |
| Les données manquantes sont à compléter. |      |                        |  |                |                  |
| 1918                                     | 1920 | Armand Jean-François   |  | Rad-soc        | Port-Louis       |
| Les données manquantes sont à compléter. |      |                        |  |                |                  |
| 1921                                     | 1925 | Gratien Candace        |  | PRS            | Basse-Terre      |
| 1925                                     | 1926 | Edmond Bolivar         |  | PRS            | Capesterre       |
| Les données manquantes sont à compléter. |      |                        |  |                |                  |
| 1931                                     | 1932 | Furcie Tirolien        |  | Rad-soc        |                  |
| 1932                                     | 1933 | Robert Némausat        |  |                |                  |
| Les données manquantes sont à compléter. |      |                        |  |                |                  |
| 1938                                     | 1939 | Furcie Tirolien        |  | Rad-soc        |                  |
| Les données manquantes sont à compléter. |      |                        |  |                |                  |
| 1945                                     | 1949 | Joseph Pitat           |  | SFIO           | Basse-Terre-2    |
| 1949                                     | 1950 | Furcie Tirolien        |  | RPF            | Grand-Bourg      |
| 1950                                     | 1951 | Henri Rinaldo          |  | SFIO           | Pointe-à-Pitre-3 |
| 1951                                     | 1952 | Omer Ninine            |  | SFIO           | Petit-Bourg      |
| 1952                                     | 1954 | Adrien Bourgarel       |  | MRP            | Pointe-à-Pitre-1 |
| 1954                                     | 1955 | René Toribio           |  | SFIO           | Lamentin         |
| 1956                                     | 1957 | Adrien Bourgarel       |  | MRP            | Pointe-à-Pitre-1 |
| 1957                                     | 1973 | Henri Rinaldo          |  | SFIO           | Pointe-à-Pitre-3 |
| 1973                                     | 1976 | Lucien Bernier         |  | RPR (app.)     | Saint-François   |
| 1976                                     | 1979 | Georges Dagonia        |  | FGPS           | Lamentin         |
| 1979                                     | 1982 | Lucien Bernier         |  | RPR (app.)     | Saint-François   |
| 1982                                     | 1985 | Lucette Michaux-Chevry |  | RPR            | Saint-Claude     |
| 1985                                     | 1998 | Dominique Larifla      |  | FGPS puis GUSR | Petit-Bourg      |
| 1998                                     | 2001 | Marcellin Lubeth       |  | PPDG           | Sainte-Anne-1    |
| 2001                                     | 2015 | Jacques Gillot         |  | GUSR           | Le Gosier-1      |

## Conseil départemental
| Période | Période  | Identité                | Étiquette | Étiquette | Canton d'élection |
| ------- | -------- | ----------------------- | --------- | --------- | ----------------- |
| 2015    | 2021     | Josette Borel-Lincertin |           | FGPS      | Les Abymes-3      |
| 2021    | En cours | Guy Losbar              |           | GUSR      | Petit-Bourg       |